# Panský lom
Panský lom je přírodní památka jižně od města Liberec v okrese Liberec. Chráněné území se nalézá západně od městské části Pilínkov, pod Hlubockým hřebenem a Černým vrchem Ještědsko-kozákovského hřbetu. Chráněné území je v péči Krajského úřadu Libereckého kraje.

## Předmět ochrany
Předmětem ochrany je puklinová jeskyně, zvaná "Hanychovská", která se nachází v dolomitickém vápenci bývalého lomu. Jeskyně je významným zimovištěm netopýrů a vrápenců. Na území přírodní památky se vyskytují další zákonem chráněné nebo z regionálního hlediska významné druhy rostlin a živočichů, jejichž biotopem jsou místní skalní stěny a srázy.